# Rome (Pennsilvània)
Rome és una població dels Estats Units a l'estat de Pennsilvània. Segons el cens del 2000 tenia 382 habitants.

## Demografia
Segons el cens del 2000, Rome tenia 382 habitants, 157 habitatges, i 103 famílies. La densitat de població era de 237,9 habitants/km².
Dels 157 habitatges en un 31,8% hi vivien nens de menys de 18 anys, en un 50,3% hi vivien parelles casades, en un 11,5% dones solteres, i en un 33,8% no eren unitats familiars. En el 28,7% dels habitatges hi vivien persones soles l'11,5% de les quals corresponia a persones de 65 anys o més que vivien soles. El nombre mitjà de persones vivint en cada habitatge era de 2,43 i el nombre mitjà de persones que vivien en cada família era de 2,99.
Per edats la població es repartia de la següent manera: un 28% tenia menys de 18 anys, un 8,6% entre 18 i 24, un 29,6% entre 25 i 44, un 20,4% de 45 a 60 i un 13,4% 65 anys o més.
L'edat mediana era de 33 anys. Per cada 100 dones de 18 o més anys hi havia 82,1 homes.
La renda mediana per habitatge era de 26.417 $ i la renda mediana per família de 29.875 $. Els homes tenien una renda mediana de 27.222 $ mentre que les dones 16.458 $. La renda per capita de la població era de 15.127 $. Entorn del 15,2% de les famílies i el 20,6% de la població estaven per davall del llindar de pobresa.

## Poblacions més properes
El següent diagrama mostra les poblacions més properes.